# 윤슬중학교
윤슬중학교(윤슬中學校)는 대한민국 경기도 하남시 망월동에 있는 공립 중학교이다.

## 학교 연혁
- 2016년 3월 7일 : 경기도립학교 설치조례 시행규칙 시행일(학교설립일)
- 2016년 4월 22일 : 초대 이덕희 교장 취임
- 2016년 4월 22일 : 윤슬중학교 개교
- 2016년 4월 22일 : 1학년 1학급, 2학년 1학급, 3학년 1학급 전입
- 2017년 2월 10일 : 제1회 졸업식 (29명)
- 2020년 2월 29일 : 별관 5층(9학급) 증축
- 2023년 3월 1일 : 제4대 안정현 교장 취임
- 2024년 1월 5일 : 제8회 졸업식 (371명, 누계 1,819명)
- 2024년 3월 4일 : 1학년 14학급, 2학년 13학급, 3학년 14학급(41학급)

## 참고 자료
- 윤슬중학교 - 한국교육학술정보원 학교알리미